# Voetschraper

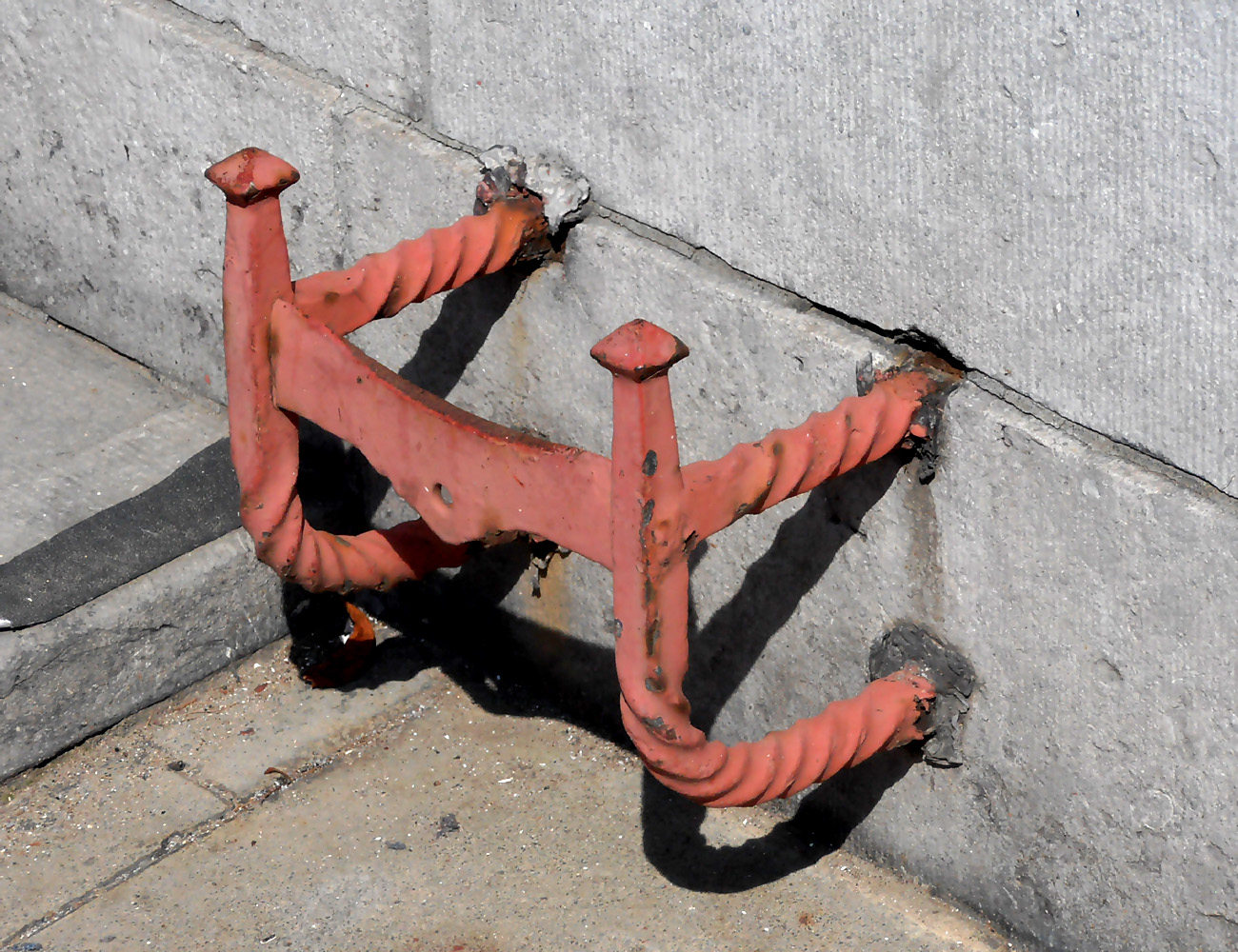
Een voetschraper in Brussel

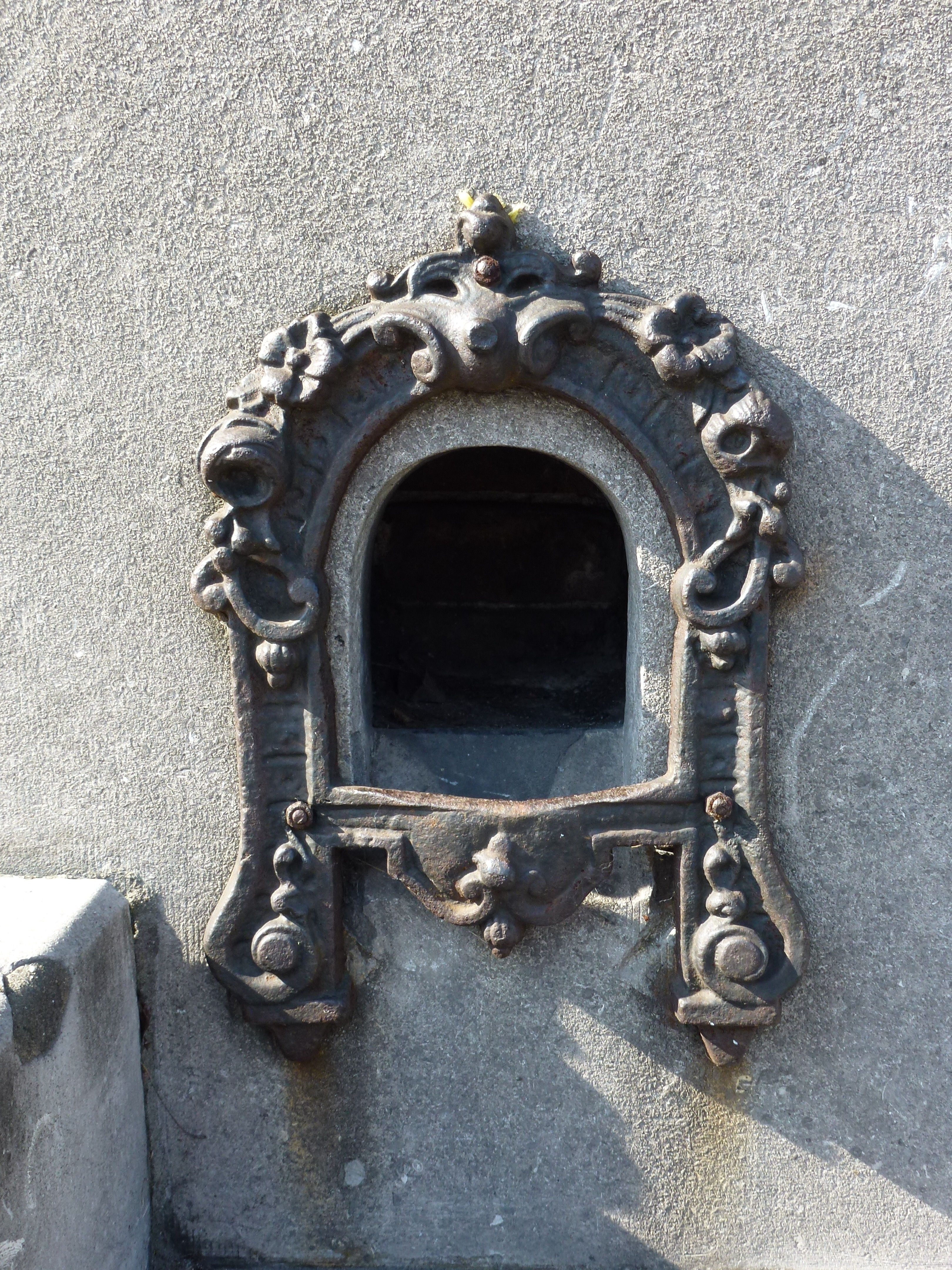
Schoenschraper in Gouda

Een voet(en)schraper of schoenschraper is een voorwerp dat wordt gebruikt om modder en vuil zoals uitwerpselen van paarden van schoenzolen te verwijderen, alvorens een gebouw te betreden.
Vroeger was een voetschraper standaard aanwezig nabij de toegangsdeur van herenhuizen en andere gebouwen. Ze bestond in ieder geval uit een horizontale metalen balk met een scherpe bovenkant. Dit kon zowel van gietijzer als van smeedijzer zijn vervaardigd. De voetschraper kon in een nis in de muur zijn bevestigd, of in de grond. In het laatste geval is de horizontale balk in een halfcirkelvormig frame gevat dat met een pen in de grond was bevestigd. Vaak is de voetschraper gedecoreerd. Voetschrapers werden geplaatst tot het begin van de 20e eeuw. Vanaf dat moment werden wegen bestraat en werden ze overbodig. De deurmat werd een moderner vervangmiddel voor de schoenschraper. Ook omdat het verkeer motoriseerde en minder afhankelijk werd van lastdieren die de straten bevuilden met uitwerpselen verloor de voetschraper terrein.
In de 21e eeuw zijn voetschrapers, al dan niet voorzien van een borstel, nog steeds in de handel verkrijgbaar. Sommige gemeenten, zoals Ukkel, hebben nog steeds een reglement over voetschrapers.